# سيث دبليو. براون
سيث دبليو. براون (بالإنجليزية: Seth W. Brown)‏ هو محامي وسياسي أمريكي، ولد في 4 يناير 1841 في الولايات المتحدة، وتوفي في 24 فبراير 1923 في لبنان في الولايات المتحدة. حزبياً، نشط في الحزب الجمهوري. وقد انتخب عضو مجلس نواب أوهايو وانتخب عضو مجلس النواب الأمريكي.